# St. Luzia (Eschfeld)

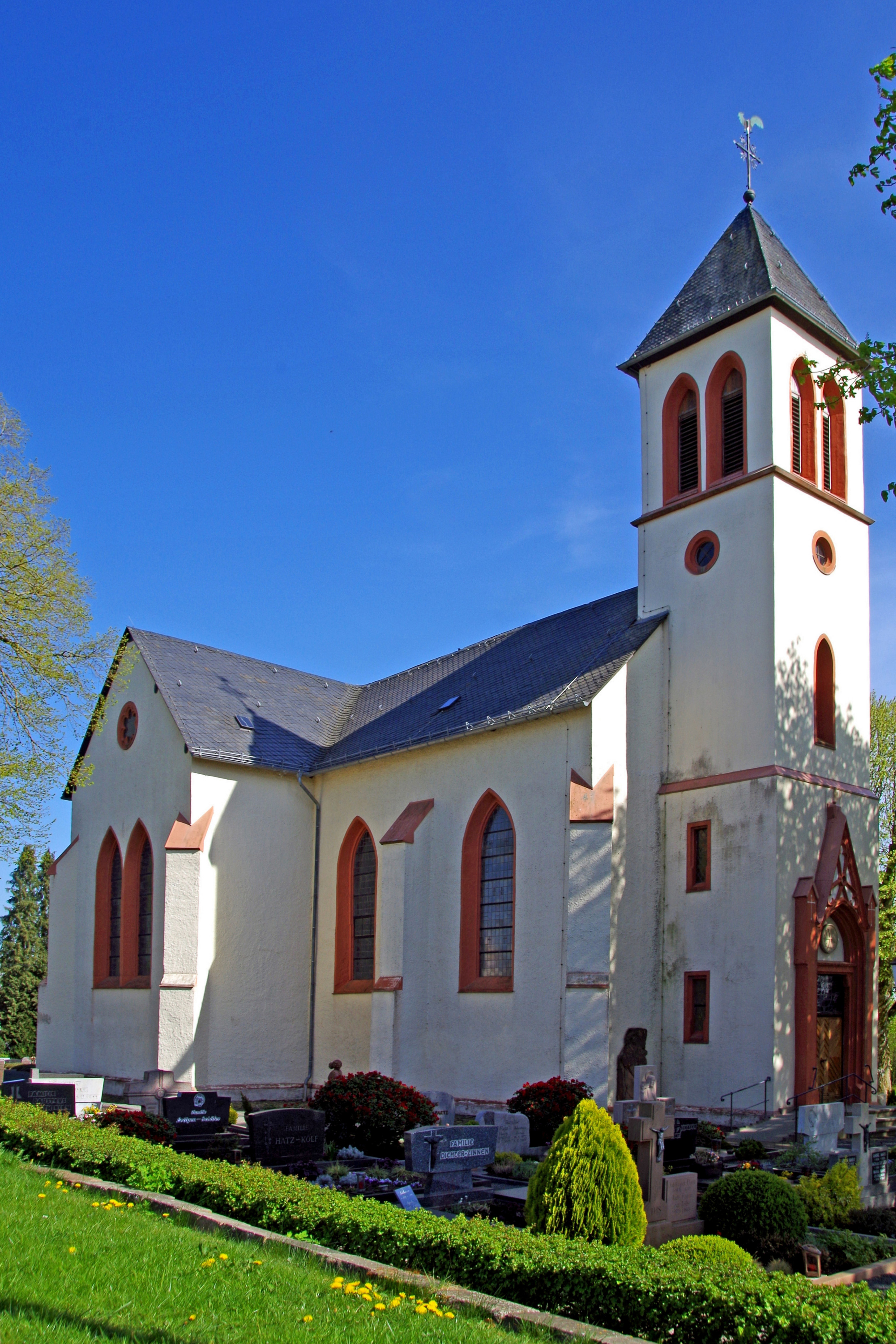
Eschfeld, St. Luzia

Die katholische Pfarrkirche St. Luzia in Eschfeld steht in der Verbandsgemeinde Arzfeld im rheinland-pfälzischen Eifelkreis Bitburg-Prüm in Deutschland.

## Geschichte
Die erste Pfarrkirche von Eschfeld wurde bereits im 12. Jahrhundert gebaut, wo man 1729 den Bau eines neuen Schiffes an der rechten Seite erweiterte. Sie stand bis 1867 im heutigen Unterdorf, dem alten Dorfzentrum. Hauptpatronin der alten wie auch der neuen Kirche ist die hl. Luzia. Der schlichte neugotische Kirchenbau im heutigen Oberdorf wurde 1869/70 unter Pastor Peter Lichter nach Plänen der Trierer Architekten Streit und Mendgen mit Baumaterialien der alten Kirche erbaut.
Der erste Pinselstrich der Ausmalung fand am 8. Oktober 1906 statt. Am 9. Oktober 1921 feierte Pfarrer Christoph März mit seiner Gemeinde das „Fest des letzten Pinselstrichs“ als Abschluss der Ausmalung der Kirche. Pfarrer März erteilte seinem ehemaligen Schüler, Herrn Thormann, den ehrenvollen Auftrag, den letzten Pinselstrich (Querbalken am Kreuz in dem weißen Kreis über der Kanzel) zu tun. Auf dem Festplatz sprach der Landrat des Kreises Prüm, Dr. Burggraef, dem Maler den Dank des Kreises aus. Herr Thormann überbrachte die Glückwünsche einzelner Professoren der Düsseldorfer Akademie, besonders von dem berühmten Eduard von Gebhardt.
1944/45 erlitt die Kirche während des Zweiten Weltkrieges schwere Schäden. Aufgrund fehlender finanzieller Mittel mussten die drei Chorfenster zugemauert und der eingestürzte hohe Turmhelm durch einen niedrigeren ersetzt werden.
Zur Jahrhundertfeier 1969/70 ließ Pastor Josef Kasel die Kriegsschäden vollends beseitigen und die Malereien reinigen, ergänzen und mit Firnis überziehen.
Im Jahre 2001 wurde bei der Außenrenovierung der Kirche ein in Stein gehauenes Trinitarierkreuz im Tympanon des Portals angebracht.

## Architektur
Das einschiffige Langhaus mündet in ein Querschiff, an das der etwas niedrigere Chor mit der dreiseitigen Apsis anschließt. Der so entstehende kreuzförmige Grundriss wird von Kreuzrippengewölben überspannt. Vor der Westfassade erhebt sich der mit einem aufwändigen Portal versehene Glockenturm. Die Gebäudeecken der Kirche sind mit abgestuften Strebepfeilern versehen. Die Fassaden sind durch Rundfenster, spitzbogige Lanzettfenster und Schallluken strukturiert.

## Ausstattung
Der heutige Hochaltar wurde zwischen 1969/1970 erworben, der bis dahin in der Pfarrkirche St. Laurentius in Bremm an der Mosel gestanden hatte. Im rechten Seitenschiff befindet sich der Luzienaltar aus der alten Kirche, mit einer Anna-selbdritt-Darstellung aus der Mitte des 14. Jahrhunderts. Im Glockenturm befinden sich zwei alte Grabplatten aus dem frühen 19. Jahrhundert. Links neben dem Kirchenportal ist die Grabplatte des Pastors Egidius Wolter befestigt, der bis zu seinem Tod im Jahre 1622 in Eschfeld tätig war. Die Schnitzereien der Wandvertäfelung wurden von Pfarrer März angefertigt und zeigen Empfehlungen zur Lebensführung, die 7 Sakramente, die 7 Weihestufen der Priester, Themen der Lauretanischen Litanei, die 7 leiblichen Werke der Barmherzigkeit, die 7 Tugenden, eine Erinnerung an die Sterblichkeit und 116 Rosetten.

## Ausmalung
Pastor Christoph März hat von 1906 bis 1921 die Kirche mit Motiven des Alten Testaments und Neuen Testaments sowie aus der Kirchengeschichte, bestehend aus über 1.000 Figuren und 150 Tieren, eigenhändig ausgemalt. Für einige Figuren standen ihm Einwohner Modell. Die Gemälde bedecken jeweils die maximale Grundfläche der betreffenden Bauteile. Auffallend ist die wiederkehrende Verwendung von intensivem Blau und strahlendem Gold als Symbolfarben. Auch die Abbilder sämtlicher Päpste und vieler Kirchenmänner wurden an den Wänden verewigt. Eines zeigt die Ausmalung jedoch nicht: ein Kreuzigungsmotiv. Stattdessen hängt über dem Eingang zur Sakristei ein Ölgemälde aus der flämischen Van-Dyck-Malerschule. Pfarrer März kaufte das Bild aus eigenen Mitteln. Er wollte es offenbar nicht selber malerisch kommentieren.

## Pfarrer ab 1869
- 1869–1889: Peter Lichter
- 1899–1931: Christoph März
- 1931–1940: Johann Schwahn
- 1940–1950: Franz Hansen
- 1951–1984: Josef Kasel
- 1984–2003: Willi Kneip

## Galerie

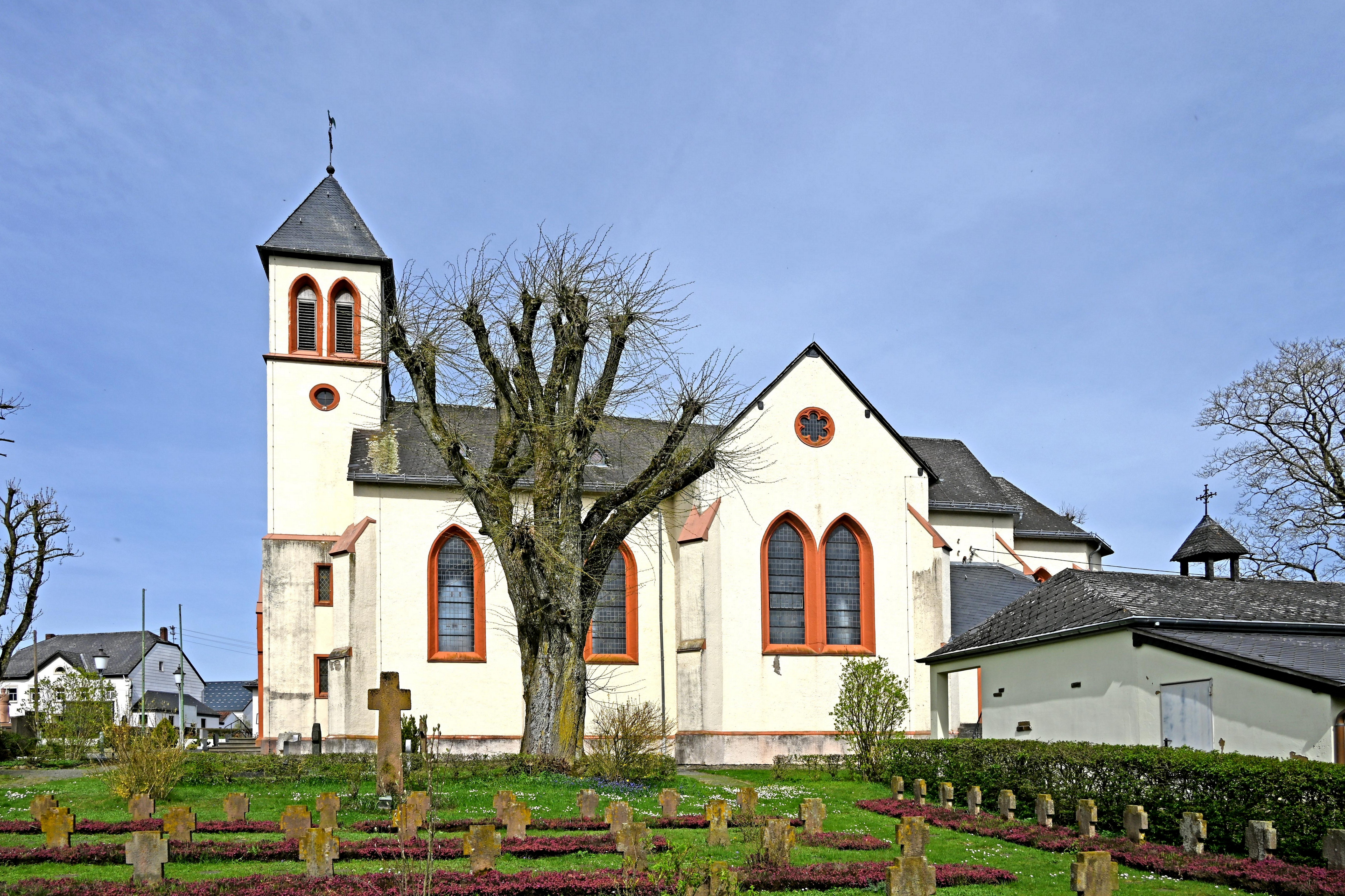
Pfarrkirche St. Luzia
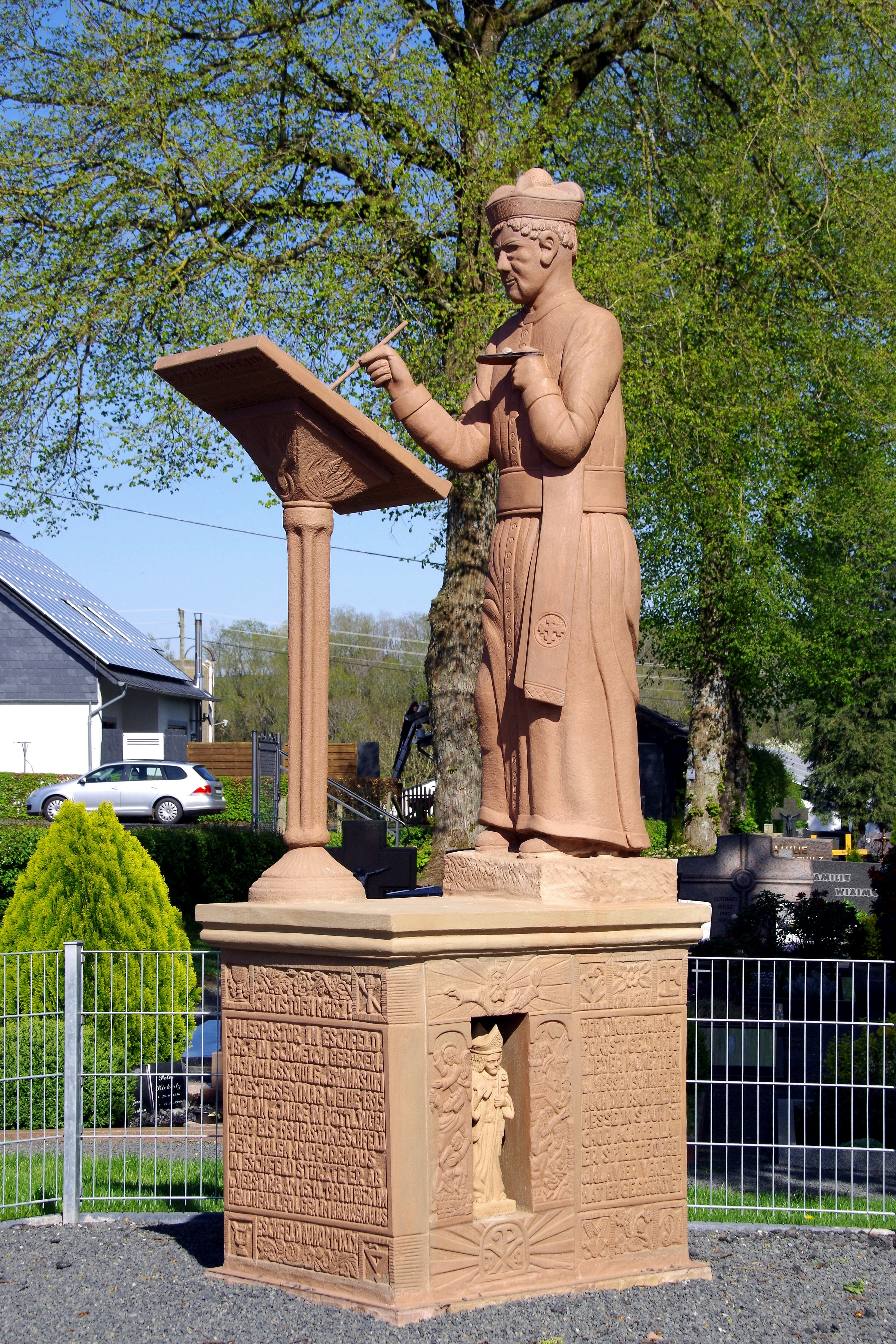
Chr. März-Denkmal
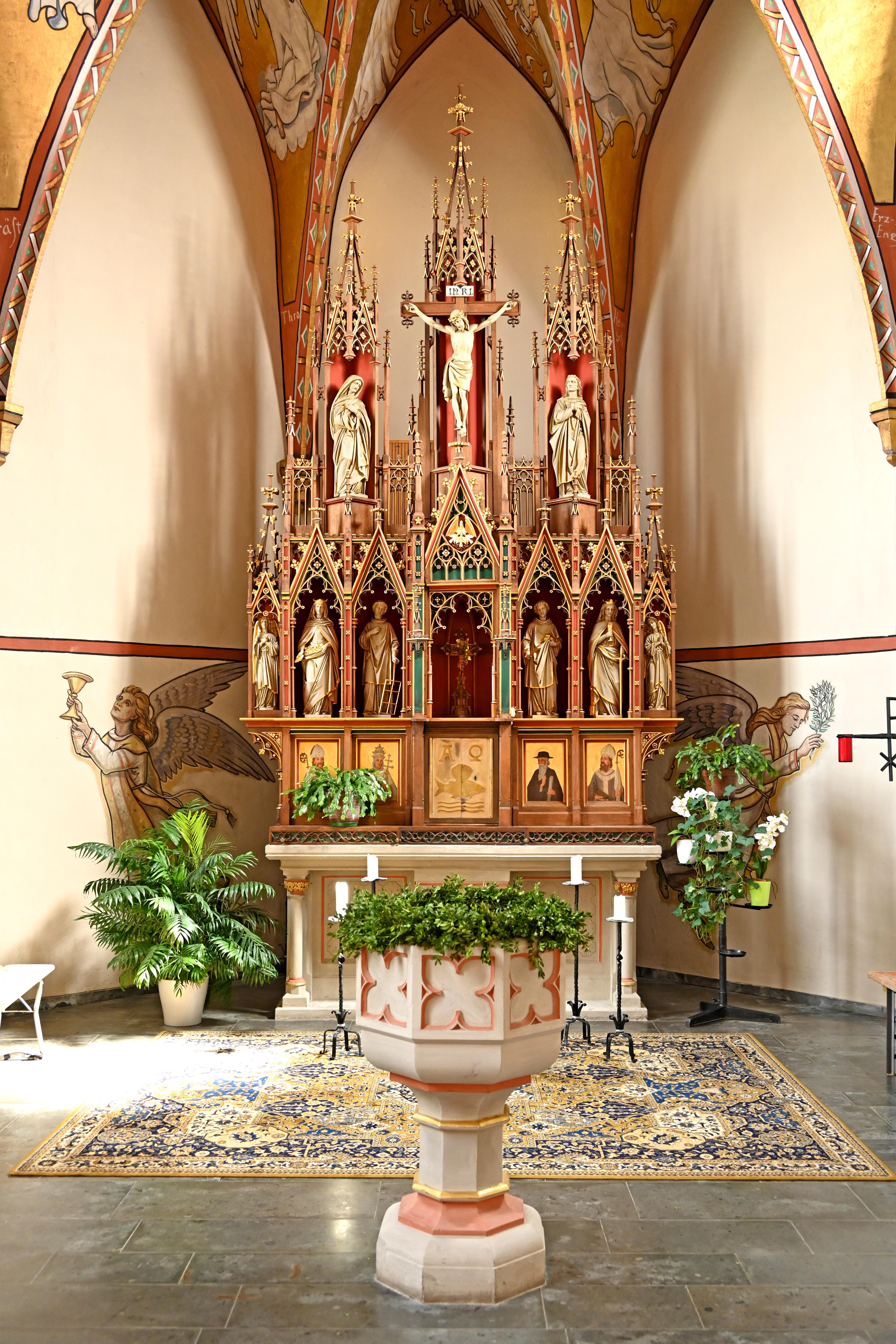
Hochaltar
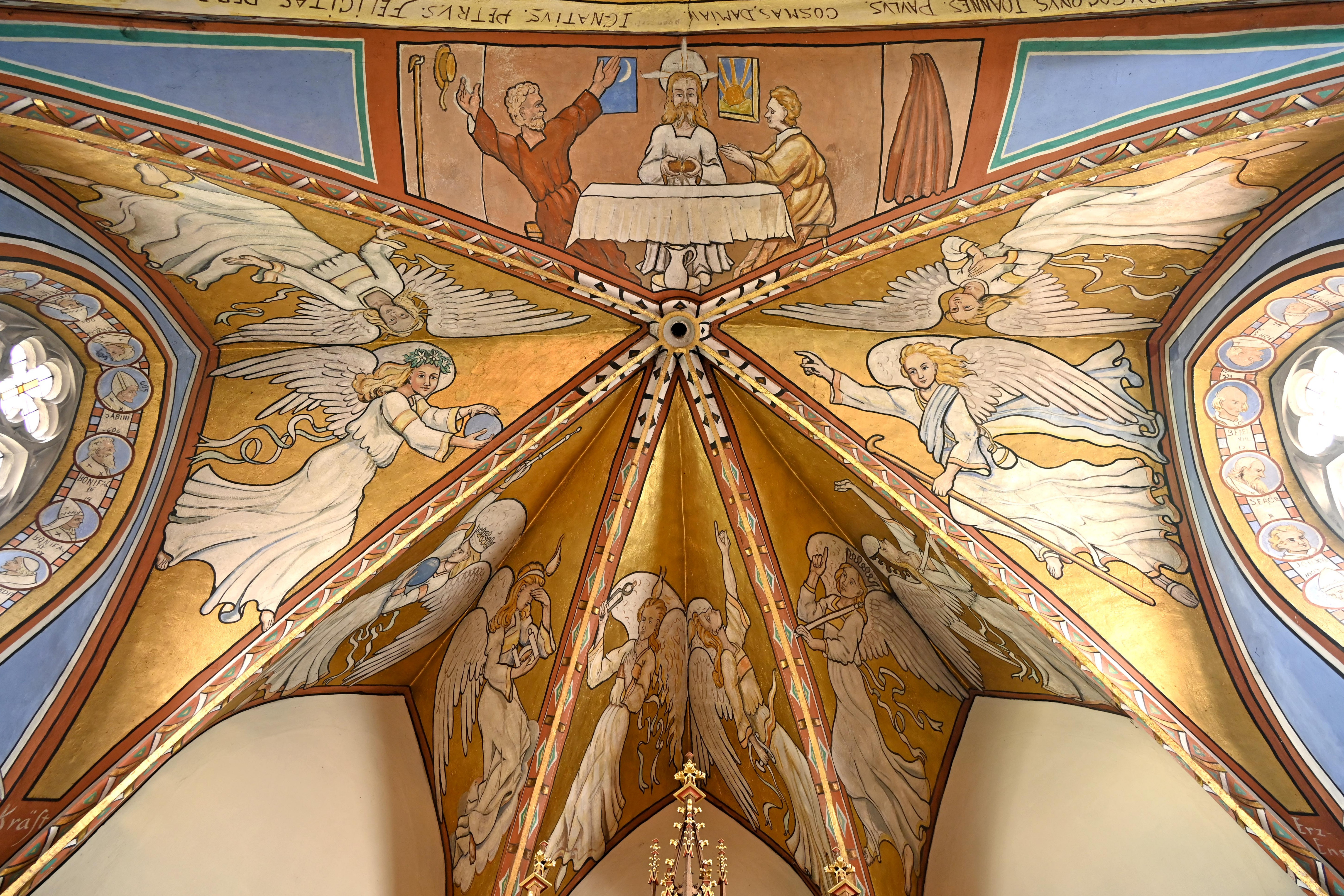
Chorgewölbe
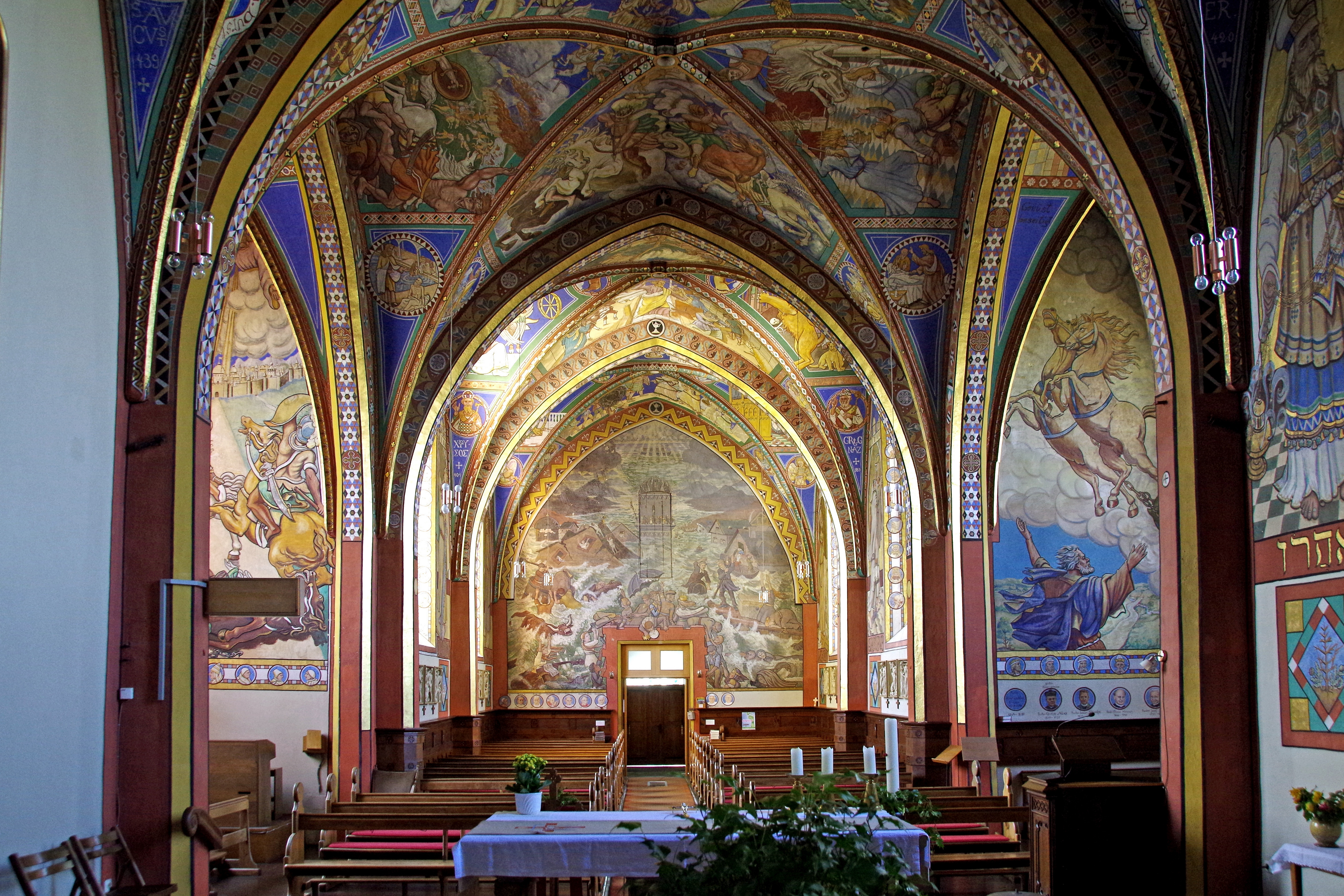
Wand- und Deckenfresken
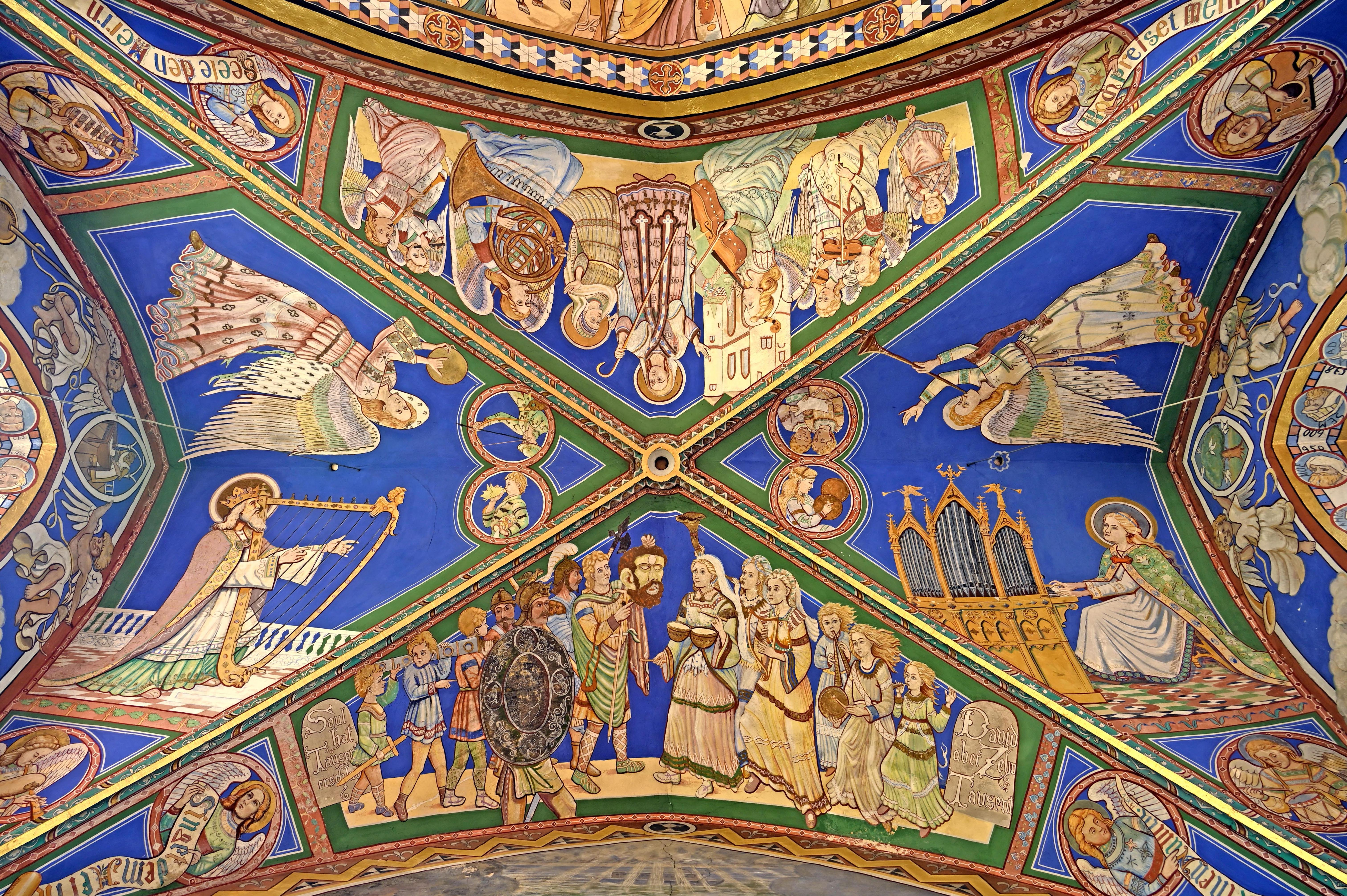
Deckenfresko
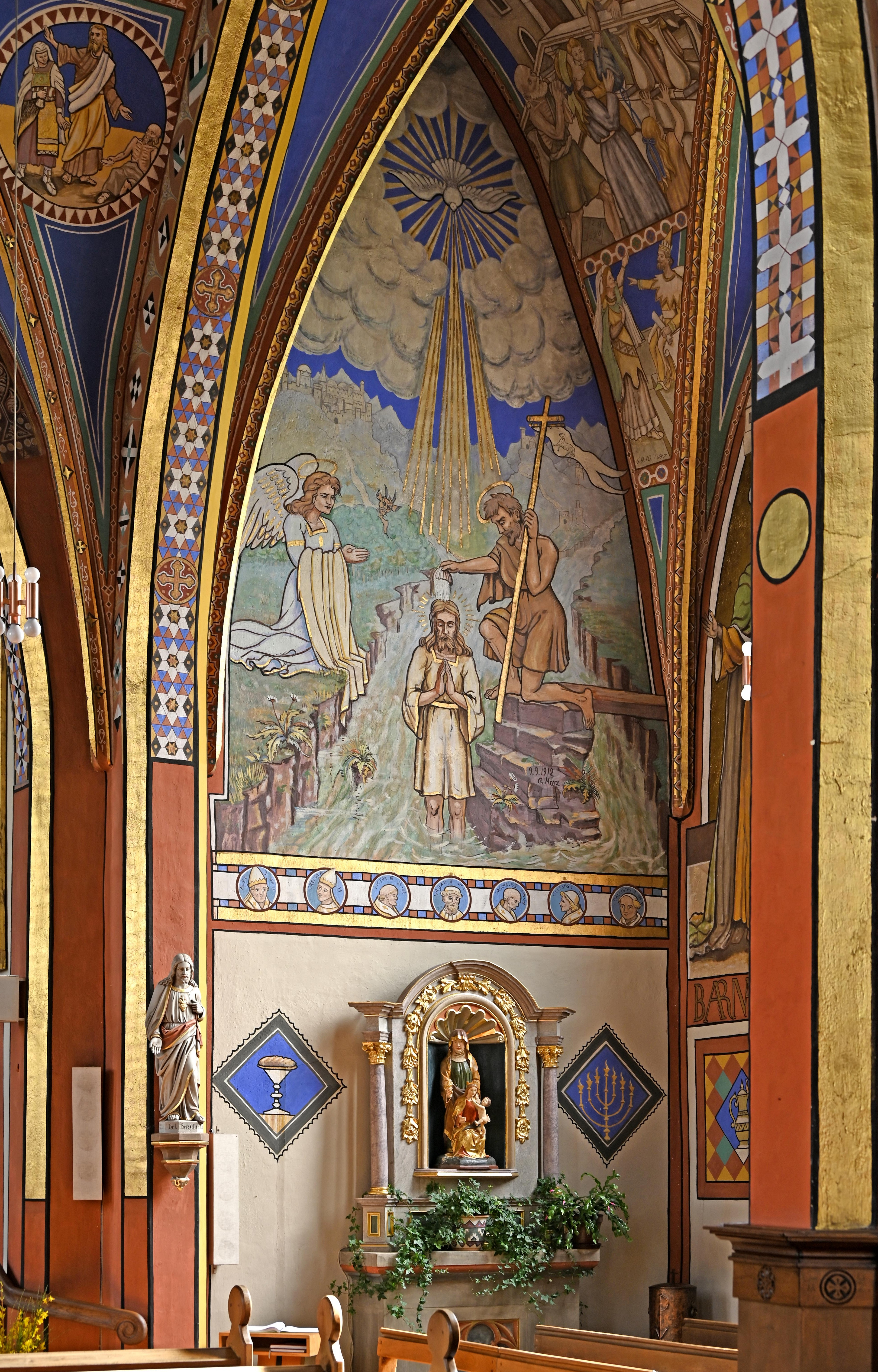
Querschiff
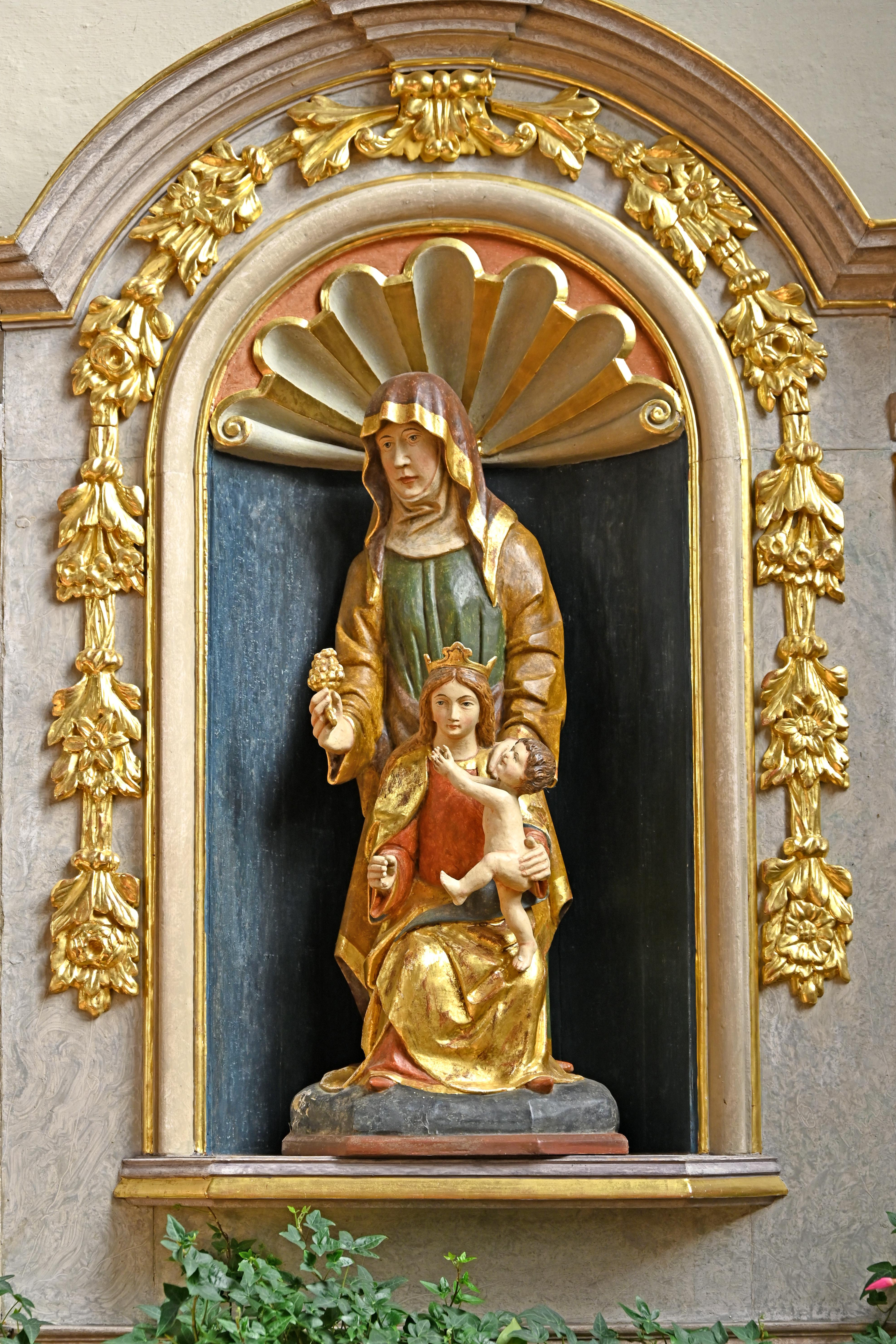
Anna-selbdritt